# Christina Chang
Christina Chang (* 29. Juni 1971 in Taipeh, Taiwan) ist eine taiwanisch-amerikanische Schauspielerin.

## Leben
Chang wurde in Taipeh, Taiwan geboren und wuchs dort auf. Ihr Vater ist ein Philippinischer Chinese und ihre Mutter Amerikanerin. Mit 17 Jahren zog sie in die USA, um Theater und Film im Bundesstaat Kansas zu studieren, und zog später nach Seattle. Dort erhielt Chang ihre erste Rolle in Naomis Road am Kindertheater in Seattle, nachdem sie ihren Abschluss an der University of Washington gemacht hatte.
Später zog sie nach New York City und trat als Gast in verschiedenen Fernseh-Programmen auf und hatte auch einige Rollen in Filmen wie 28 Tage und Begegnung des Schicksals. Im Fernsehen trat sie in der Globe Trekker-Serie auf und spielte in der dritten und siebten Staffel 24 als Dr. Sunny Macer und als Staatsanwältin Rebecca Nevins in CSI: Miami mit.

## Filmografie (Auswahl)
Serien
- 2000: Cosby (Folge 4x14)
- 2001: Noch mal mit Gefühl (Once and Again, 3 Folgen)
- 2003: Without a Trace – Spurlos verschwunden (Without a Trace, Folge 1x21)
- 2003–2004: Polizeibericht Los Angeles (L.A. Dragnet, 10 Folgen)
- 2003–2004, 2009: 24 (11 Folgen)
- 2004: The West Wing – Im Zentrum der Macht (The West Wing, Folge 5x13)
- 2004: Medical Investigation (Folge 1x04)
- 2004–2005, 2007–2010: CSI: Miami (10 Folgen)
- 2005: Boston Legal (Folge 1x16)
- 2005: Numbers – Die Logik des Verbrechens (Numb3rs, Folge 2x06)
- 2005–2007: Close to Home (5 Folgen)
- 2009: The Forgotten – Die Wahrheit stirbt nie (The Forgotten, 2 Folgen)
- 2009: Brothers & Sisters (Folge 4x04)
- 2009: The Mentalist (Folge 2x05)
- 2010: Private Practice (4 Folgen)
- 2010: My Superhero Family (No Ordinary Family, Folgen 1x01–1x02)
- 2011: Suits (Folge 1x05)
- 2012: Desperate Housewives (Folgen 8x20–8x22)
- 2013–2014: Nashville (13 Folgen)
- 2015–2016: Rizzoli & Isles (9 Folgen)
- 2016: Navy CIS (NCIS, Folge 13x15)
- 2016: Lucifer (Folge 1x11)
- 2017–2024: The Good Doctor

Filme
- 1998: Brother Tied
- 1999: Begegnung des Schicksals (Random Hearts)
- 2000: 28 Tage (28 Days)
- 2001: Dinner and a Movie
- 2007: Stirb langsam 4.0 (Live Free or Die Hard)
- 2008: A Line in the Sand
- 2011: Almost Perfect
- 2012: Overnight
- 2018: Pin-Up (Kurzfilm)
- 2022: Press Play And Love Again (Press Play)